# اسندی کریک (کارولینای شمالی)
اسندی کریک (به انگلیسی: Sandy Creek) شهری در ایالت کارولینای شمالی کشور ایالات متحده آمریکا است که جمعیت آن در سرشماری سال ۲۰۱۰ میلادی، ۲۶۰ نفر بوده‌است.